# John Francis D'Alton
John Francis D'Alton (11 octobre 1882-1er février 1963), est un cardinal irlandais de l'Église catholique romaine, archevêque d'Armagh.

## Biographie
Il fait ses études à Dublin et à Cloniffe et ses aptitudes très impressionnantes à comprendre et diffuser les classiques religieux irlandais font de lui une autorité en la matière dans tout le Commonwealth. Il termine ses études théologiques dans un collège irlandais situé à Rome avant d'être ordonné prêtre le 18 avril 1908. Il est professeur d'histoire classique religieuse (1910-36) puis président du St. Patrick's College de Maynooth (Irlande).
Il devient évêque coadjuteur (1942-43) puis évêque (1943-46) de Meath. En 1946, il est nommé archevêque d'Armagh et primat d'Irlande. Le pape Pie XII l'élève au rang de cardinal au titre de Sant'Agata dei Goti lors du consistoire de 1953. Mgr D'Alton est décédé le 1er février 1963.